# Adelphotectonica uruguaya
Adelphotectonica uruguaya is een slakkensoort uit de familie van de Architectonicidae. De wetenschappelijke naam van de soort is voor het eerst geldig gepubliceerd in 1953 door Carcelles.